# 윈도우 설치
윈도우 설치(Windows setup)는 마이크로소프트 윈도우를 설치하기 위한 인스톨러로, 사용자가 설치 설정을 선택하고(필요한 경우 파티션을 수정하며) 설치 파일을 드라이브에 복사하는 과정을 수행한다.
초기의 윈도우 버전은 설치를 위해 호환되는 DOS 운영체제가 사전에 설치되어 있어야 한다. Windows NT 계열(버전 3.1부터 5.0까지)은 텍스트 기반 설치 과정을 거친 후, 최종 단계에서 그래픽 사용자 인터페이스(GUI) 마법사로 전환되는 설치 방식을 채택하고 있었다. MS-DOS를 기반으로 한 9x 계열 역시 NT와 유사한 설치 과정을 따랐으나, 설치를 위해 DOS가 미리 설치되어 있을 필요없다.
Windows NT 6.0(윈도우 비스타 및 윈도우 서버 2008 기반)이 출시되면서, 마이크로소프트는 완전한 그래픽 설치 환경과 UEFI 지원을 도입하였다(비스타 및 7은 부분 지원, 윈도우 8 이후부터는 전체 UEFI 지원). 새로 도입된 그래픽 설치 환경은 Windows 사전 설치 환경을 기반으로 한다.

## 윈도우 1.0 ~ 2.X
Windows 1.0, Windows 2.0, Windows 2.1을 설치하려면 호환되는 버전의 MS-DOS가 먼저 설치하여, 설치 과정에서 마우스나 프린터 등 사용하려는 하드웨어를 직접 지정해야 하며, 설치가 완료된 후에는 명령 프롬프트에서 WIN.COM을 입력해 수동으로 실행하거나, AUTOEXEC.BAT 파일의 끝에 WIN.COM을 추가하여 자동으로 실행되도록 설정할 수 있다.

## 윈도우 3.X
Windows 3.0, 3.1, [[Windows 3.2|3.2의 설치를 위해서는 사전에 호환 가능한 DOS 운영 체제가 설치되어 있어야 한다. 설치 프로그램은 네트워크 카드, 마우스 등 일부 하드웨어를 자동으로 감지하려 시도하나, 감지되지 않을 경우 사용자가 직접 해당 장치를 지정해야 한다. 설치가 완료된 후에는 명령 프롬프트에서 WIN.COM을 입력하여 수동으로 실행하거나, AUTOEXEC.BAT 파일의 마지막에 WIN.COM을 추가하여 자동 실행되도록 설정할 수 있다.

## 윈도우 9X
Windows 95, 98, Me는 유사한 설치 절차를 따르며, 설치 전 MS-DOS가 별도로 설치되어 있을 필요는 없다. 설치 프로그램은 DOS 환경(일반적으로 디스크 파티션 작업을 위한 fdisk 등의 유틸리티가 포함된 부팅 디스켓)에서 실행할 수 있으며, 기존 Windows 환경에서 실행하여 업그레이드 설치를 진행하는 것도 가능하다. DOS에서 설치를 시작하는 경우, 먼저 최소한의 Windows 3.1 기반 환경이 구성된 후 그래픽 설치 마법사가 실행되어 초기 설정 단계가 시작된다. 기본 설정과 파일 복사가 완료되면 시스템이 자동으로 재부팅되며, 이후 하드웨어 감지, 드라이버 설치, 정리 작업 등 마무리 과정을 거쳐 설치가 완료된다.

## 윈도우 NT

### 윈도우 2000 이후
Windows NT 3.1에서 도입된 설치 방식은 Windows Vista가 출시되기 전까지 유지되었다. 그 일반적인 절차는 다음과 같다.
1. 사용자는 설치 미디어로 부팅하거나, MS-DOS 환경에서 설치 프로그램(WINNT.EXE)을 실행하거나, 기존 Windows 환경에서 설치를 시작할 수 있다.
  - MS-DOS 설치 프로그램(WINNT.EXE)은 부팅 디스크 세 장을 생성하여 설치의 첫 단계를 준비하며, CD 부팅을 지원하지 않는 시스템에서 사용된다. 명령줄 옵션을 통해 설치 파일을 하드 디스크에 복사한 뒤 직접 부팅하여 설치를 진행하는 방식도 가능하다.
  - Windows 환경에서 설치를 시작할 경우, 초기에 사용권 동의 및 제품 키 입력을 요구하며, 이후 설치 파일을 하드 디스크에 복사하고 시스템을 재부팅하여 다음 단계로 진행한다.
2. 설치가 미디어 부팅 또는 Windows 환경에서 시작된 경우, 부트로더가 커널과 하드웨어 [[드라이버], 파일 시스템 드라이버 등을 불러온다.
  - SCSI나 RAID 장치를 인식하려면 별도의 드라이버가 필요하며, 이 경우 설치 과정이 중단되고 플로피 디스크로 드라이버 제공을 요구한다(F6 키를 이용한 방식).
3. 미디어 부팅으로 설치를 시작한 경우, 텍스트 기반 설치 화면이 나타나며 다음 중 하나를 선택할 수 있다
4. 사용자가 Windows 설치를 선택하면, 설치를 계속 진행하기 위해 반드시 사용권 계약에 동의해야 한다. Windows 2000 이전 버전에서는 계약서의 하단까지 스크롤한 후에야 동의할 수 있도록 되어 있었다.
5. 업그레이드 설치가 아닌 경우, 사용자는 파티션을 생성하거나 선택한 뒤, 파일 시스템(NTFS 또는 FAT)을 지정해야 한다. 만약 디스크에 이미 이들 파일 시스템 중 하나가 존재하고, Windows가 설치되어 있지 않은 경우에는 기존 파일 시스템을 그대로 유지한 채 설치를 진행할 수도 있다.
6. 이후 하드 디스크에 오류나 용량 부족 문제가 없는지 검사한 뒤, 조건을 만족하면 Windows 설치가 시작된다.
7. 텍스트 기반 설치 과정이 완료되면 시스템이 자동으로 재부팅되며, 하드 디스크에서 그래픽 기반 설치 단계가 진행된다. 이 과정에서는 설치 미디어의 삽입, 제품 키 입력 요청이 이루어지고, 이후 파일과 드라이버 복사가 계속된다.

Windows XP Home Edition을 제외한 Windows NT 계열의 모든 버전(Windows Server 2003까지)은 설치 중 관리자 암호 입력을 요구한다.
또한, Windows 2000, Windows XP, Windows Server 2003에는 설치 손상 복구를 위한 복구 콘솔이 포함되어 있다. 이를 통해 디스크 오류 및 부트 레코드 오류를 복구하고, 누락되었거나 손상된 파일을 대상 폴더에 복사하는 작업이 가능하다.

### 윈도우 비스타, 윈도우 서버 2008 이후
Windows Vista, Windows Server 2008 이후의 운영 체제는 모두 설치 환경으로 Windows PE(Windows Preinstallation Environment)를 사용한다. Windows PE는 초기 단계부터 마우스가 지원되는 그래픽 사용자 인터페이스를 제공하며, 이전 버전에서처럼 텍스트 기반 설치 과정을 요구하지 않는다.
또한, F6 키를 이용한 드라이버 로딩 방식도 개선되어, 플로피 디스크가 없는 시스템에서도 CD-ROM이나 USB 플래시 드라이브를 통해 드라이버를 불러올 수 있게 되었다.
FAT 파일 시스템에 대한 설치 지원은 중단되었으며, Windows는 반드시 NTFS 파티션에 설치되어야 한다.

#### 설치 과정
1. 사용자는 Windows PE 환경과 설치 파일이 포함된 디스크 또는 USB 플래시 드라이브를 삽입한 후, 해당 매체로 부팅한다.

1. 이후 언어, 지역, 키보드 입력 방식 등을 설정한다.

1. Windows 제품 키를 입력하여 정품 인증을 진행하며, 대부분의 경우 이 단계는 건너뛸 수 있다.

1. 사용자는 라이선스 계약에 동의한 후, Windows를 설치할 위치를 선택한다. 이때 드라이브와 해당 드라이브의 파티션 목록이 표시되며, 사용자는 원하는 파티션을 선택하거나 새로 만들고, 기존 파티션을 삭제하거나 필요한 경우 하드웨어 드라이버를 불러올 수 있다. 선택한 위치에 문제가 있을 경우 설치가 불가능하다는 알림이 표시된다.

1. 설치가 시작되면 WIM 이미지(install.wim)를 통해 Windows 파일이 압축 해제되어 설치된다. 기존 Windows에서 업그레이드를 선택한 경우, 사용자 파일과 응용 프로그램도 함께 이전된다.

1. 설치 디스크로 부팅하여 설치를 진행한 경우, 부트로더(Windows Vista 이후에는 BOOTMGR)가 함께 설치된다. 업그레이드 설치의 경우에는 기존 부트로더 설정이 유지된다.

1. 설치가 완료되면 시스템이 다시 시작되며, OOBE(최초 사용자 설정) 단계로 진입하여 사용자 계정을 생성하고 나머지 설정을 완료하게 된다.

### 윈도우 8 이상
Windows 8에서는 업그레이드 설치를 위한 새로운 보조 설치 프로그램인 업그레이드 도우미가 도입되어 기존의 Windows Setup을 대체하였다. 이 도우미는 이전보다 간단하고 빠른 설치를 목표로 설계되었으며, 시스템의 하드웨어와 소프트웨어를 분석하여 Windows 8과의 호환성을 확인하고, 운영 체제의 구매, 다운로드, 설치를 진행할 수 있도록 한다. 사용자 파일과 설정을 이전 Windows 환경에서 새 설치로 이전하는 기능도 제공한다.
다만 설치 미디어로 부팅하는 경우에는 여전히 Windows Setup이 사용된다.
Windows 10에서는 업그레이드 도우미와 유사한 기능을 하는 '미디어 생성 도구(Media Creation Tool)'가 도입되었으며, 이를 통해 Windows 설치 파일을 다운로드하고 ISO 이미지나 USB 부팅 미디어를 생성할 수 있다.
2024년 1월 마이크로소프트는 Windows 11 설치 미디어에서 기존의 Windows Setup을 업그레이드 도우미의 사용자 인터페이스를 기반으로 한 새로운 버전으로 교체하기 시작하였다. 새로운 설치 과정은 기존 설치 도구가 제공하던 고급 기능들을 그대로 유지한다고 밝혔다.

## 같이 보기
- 마이크로소프트 윈도우